# دابلیو. ئی. بی. دیو بویس
ویلیام ادوارد برگهارت دیو بویس (به انگلیسی: William Edward Burghardt Du Bois); ‎/djuːˈbɔɪs/‎; dew-BOYSS؛ (۱۸۶۸–۲۷ اوت ۱۹۶۳) نویسنده و اندیشمند آمریکایی و از مخالفان تبعیض نژادی در ایالات متحده آمریکا بود.
او تبار آمیختهٔ آفریقایی، فرانسوی، هلندی و سرخ‌پوستی داشت، اما همواره خود را یک آمریکایی آفریقایی‌تبار به‌شمار می‌آورد:
می‌خواهم در عرصهٔ دانش و ادبیات نامی بلند بیافرینم و این‌گونه نام نژادم را بزرگ دارم.
او در دانشگاه‌های فیسک و هومبولت برلین تحصیل کرد و سرانجام دورهٔ دکتری را در دانشگاه هاروارد گذراند. او نخستین آفریقایی‌تباری بود که به این درجه نایل آمد. پایان‌نامهٔ دکتری او، «منع بازرگانی بردگان آفریقایی» بود که نخستین پایان‌نامهٔ این دانشگاه در زمینهٔ پژوهش‌های تاریخی به‌شمار می‌رفت.
ویلیام دوبوآ فعالیت‌های خود را با نبردهای رسانه‌ای آغاز کرد. او دیدگاه‌های خود را در مقاله‌هایی هم‌چون «ارواح مردم سیاه» بازتاب می‌داد، در مقاله‌های دیگری نیز به صاحب‌منصبان آفریقایی‌تباری که ایشان را وابستهٔ سفیدپوستان می‌دانست حمله می‌کرد.
در سال‌های پس از ۱۹۰۴ میلادی بسیاری از آفریقایی‌تباران تحصیل کرده، انجمن‌هایی تشکیل دادند و از او پشتیبانی نمودند. از جملهٔ ایشان، ویلیام مونروئه تراتر، مدیر مجلهٔ بوستون گاردین و از هم‌دوره‌ای‌های ویلیام دوبوآ در دانشگاه هاروارد بود.
در تابستان ۱۹۰۵ میلادی، دیو بویس به همراه ۲۹ تن از نخبگان آفریقایی‌تبار به برگزاری همایشی در آبشار نیاگارا دست زد. در این همایش، او رسماً هدف نبرد خود را اعلام کرد. مشارکت کنندگان همایش، بیانیه‌ای صادر کردند و خواهان برابری همهٔ افراد در بهره‌مندی از حقوق انسانی و الغای تبعیض بر اساس رنگ پوست شدند.
او هنگامی که به دعوت از قوام نکرومه، رئیس‌جمهوری غنا به آکرا سفر کرده بود، بیمار شد و در ۲۷ اوت ۱۹۶۳ در همان‌جا درگذشت و دفن شد. en:W. E. B. Du Bois#Death in Africa